# 清水沢駅
清水沢駅（しみずさわえき）は、かつて北海道夕張市清水沢3丁目にあった北海道旅客鉄道（JR北海道）・日本貨物鉄道（JR貨物）石勝線（夕張支線）・三菱石炭鉱業大夕張鉄道線の駅（廃駅）である。電報略号はシミ。事務管理コードは▲132105。駅番号はY23。

## 概要
かつては石炭を運ぶ貨物列車が多く往来し、三菱大夕張炭鉱・南大夕張炭鉱から石炭を運び出す三菱石炭鉱業大夕張鉄道線との結節点として栄えたが、炭鉱の閉山により石炭輸送は廃止され、廃止時は旅客列車のみが発着していた。
新夕張駅 - 当駅間は北海道最後のタブレット閉塞方式の鉄道路線で、日本国内でも数少なくなった腕木式信号機が使われていた。2004年（平成16年）3月7日限りで交換設備は廃止され、北海道からタブレット閉塞と腕木式信号機は同時に姿を消した。
交換設備廃止後も日曜・祝日を除く毎日7時10分から14時まで駅員1人を配置していたが、2015年（平成27年）10月1日に無人駅となった。
2019年の石勝線夕張支線廃止とともに廃駅。2022年11月に駅舎解体工事が始まった（石勝線夕張支線沿線の駅舎としては最初の解体工事）。

## 歴史

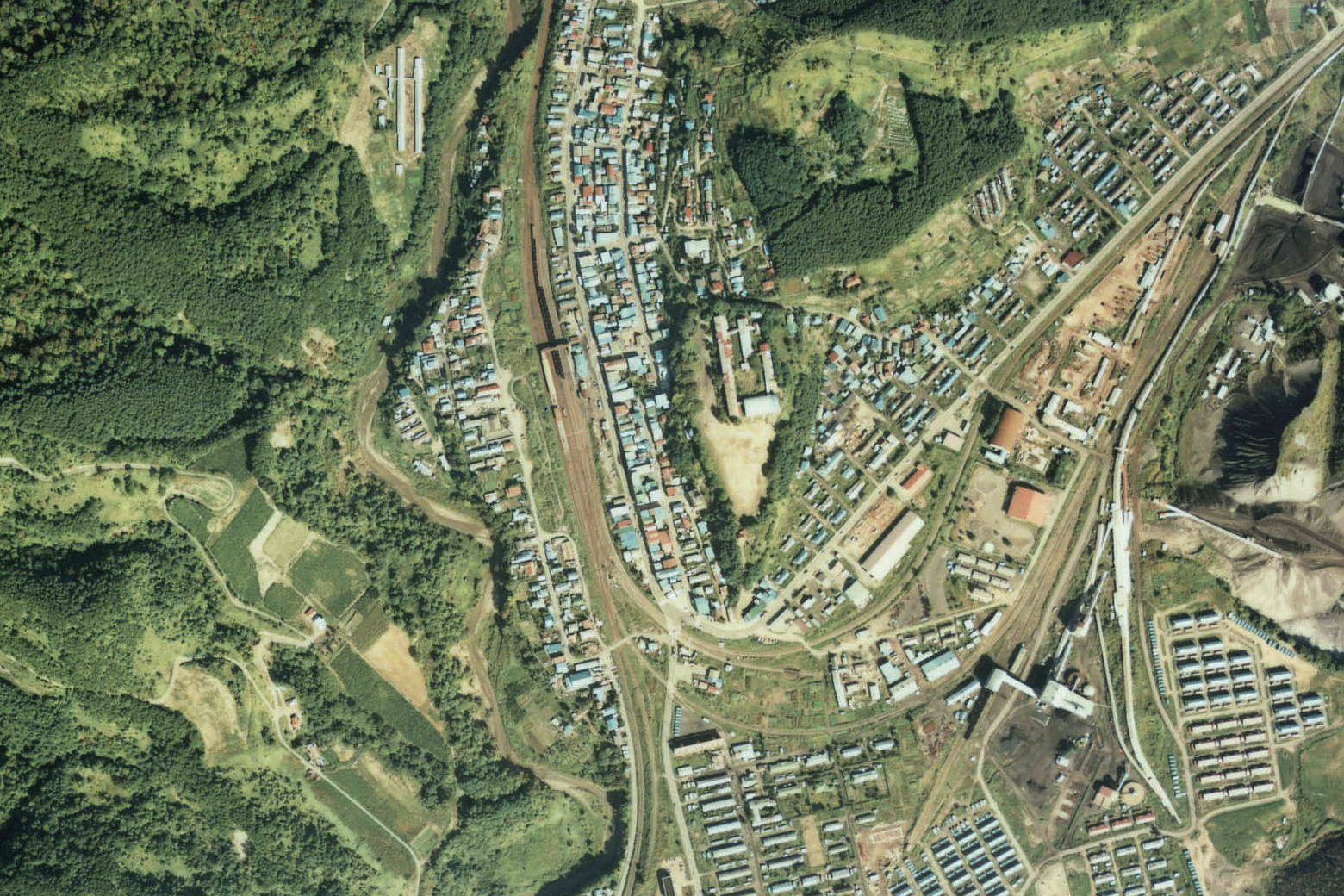
1976年の夕張線（当時）の清水沢駅と周囲約1 km×1.5 km範囲。上が夕張方面。下が紅葉山方面及び右上へ向けて大カーブを切る三菱石炭鉱業大夕張鉄道南大夕張方面（上）及び北炭清水沢炭鉱の石炭積み込み線（下）。ホームは夕張に向かって右側にある駅舎に接する大夕張鉄道の単式ホーム1面1線と、間に4本の留置線を挟んで夕張線用の島式ホーム1面2線が長い跨線橋で連絡するという、国鉄側が駅舎から遠い一風変わった配線になっている。大夕張鉄道のカーブの下には転車台が残されている。北炭の積み込み施設は沼ノ沢の夕張新炭鉱に先立つ1980年の閉山後暫くして解体された。

### 年表
- 1897年（明治30年）2月16日：北海道炭礦鉄道紅葉山駅 - 夕張駅間に新駅として開業[1]。当初貨物のみを扱う[6]。
- 1901年（明治34年）12月1日：旅客の扱いを開始し一般駅となる[7][6]。
- 1906年（明治39年）10月1日：北海道炭礦鉄道の鉄道路線国有化により、官設鉄道（国鉄）に移管[1]。
- 1909年（明治42年）10月12日：国有鉄道線路名称制定により、夕張線に属する[1]。
- 1911年（明治44年）6月1日：大夕張炭礦専用鉄道（後の三菱石炭鉱業大夕張鉄道線）が開業。
- 1947年（昭和22年）1月16日：三菱鉱業大夕張鉄道線乗入れにより共同使用駅となる。
- 1981年（昭和56年）10月1日：夕張線が石勝線に改称[1]。石勝線支線に属する。
- 1987年（昭和62年）
  - 4月1日：国鉄分割民営化により、国鉄の駅は北海道旅客鉄道（JR北海道）が承継[1]。また、三菱石炭鉱業とJR貨物の車扱貨物の連絡駅となる。
  - 7月22日：三菱石炭鉱業大夕張鉄道線廃止。同月24日にJR貨物との連絡運輸廃止。
- 2004年（平成16年）3月7日：タブレット閉塞扱い及びスタフ閉塞扱い廃止[3][4][報道 1]。交換設備を廃止して、閉塞方式を新夕張 - 夕張間を1閉塞とする特殊自動閉塞（軌道回路検知式）に変更[4]。これにより運転要員が不要となり、終日社員配置から平日・土曜の日中のみ配置に。
- 2015年（平成27年）10月1日：無人化[報道 2]。
- 2019年（平成31年）4月1日：新夕張駅 - 夕張駅間（夕張支線）廃止に伴い廃駅[報道 3]。

### 駅名の由来
志幌加別川をまたぐ橋梁付近に清水の湧くところがあり、「清水の沢」と呼ばれていたことからの命名とされる。

## 廃止時の駅構造
単式ホーム1面1線を持つ地上駅であった。交換を行っていた時代は島式ホーム1面2線であった。廃止時は旧2番のりば（旧下り線）を使用していた。ホームと駅舎との間に跨線橋があったが現存しない。駅舎のあたりと線路の向こう側との間に、歩道橋があった。
新夕張駅管理の無人駅であった。長らく新夕張駅所属の在勤駅員が配置されていた。当駅で交換を行っていた頃は、運転を取り扱う当務駅長が終日、出改札を行う営業担当が平日・土曜の日中のみ配置されていた。運転取扱廃止後は営業担当社員のみ配置。窓口営業時間は7時10分 - 14時00分（日曜・祝日休み）であった。みどりの窓口は当初から設置されていなかった。自動券売機が一時期設置され、その中で三菱石炭鉱業大夕張鉄道線の乗車券も販売していたが、有人時代末期は撤去された。
三菱石炭鉱業大夕張鉄道線（石勝線夕張支線の島式ホームから側線群を挟み、駅舎に面したホーム、0番のりば発着）のほか、北炭清水沢炭鉱専用側線も接続して多数の側線を有していた。
駅舎は2022年11月からの工事で解体されることになった。

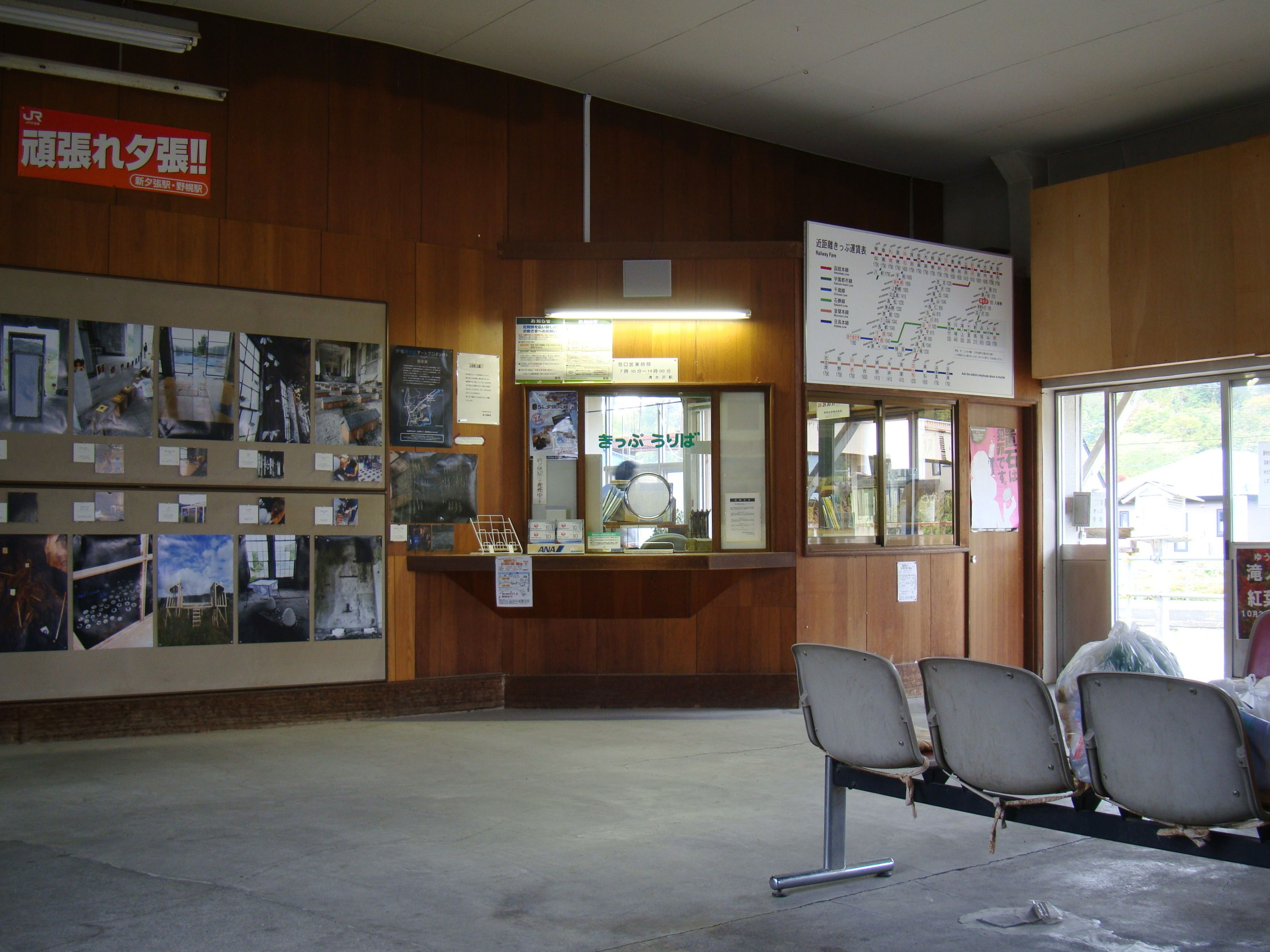
待合室・窓口（2012年10月）
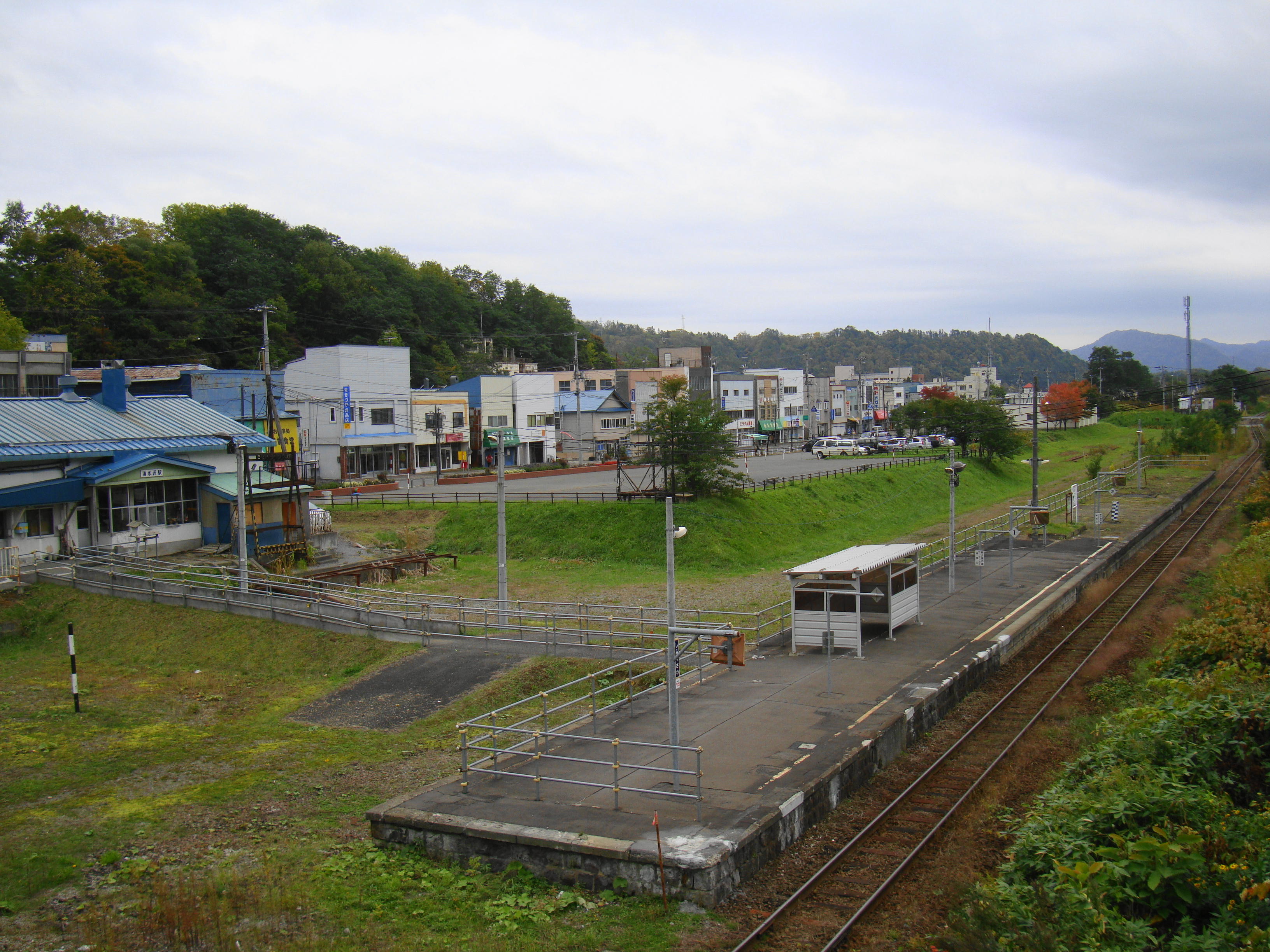
ホーム（2012年10月）
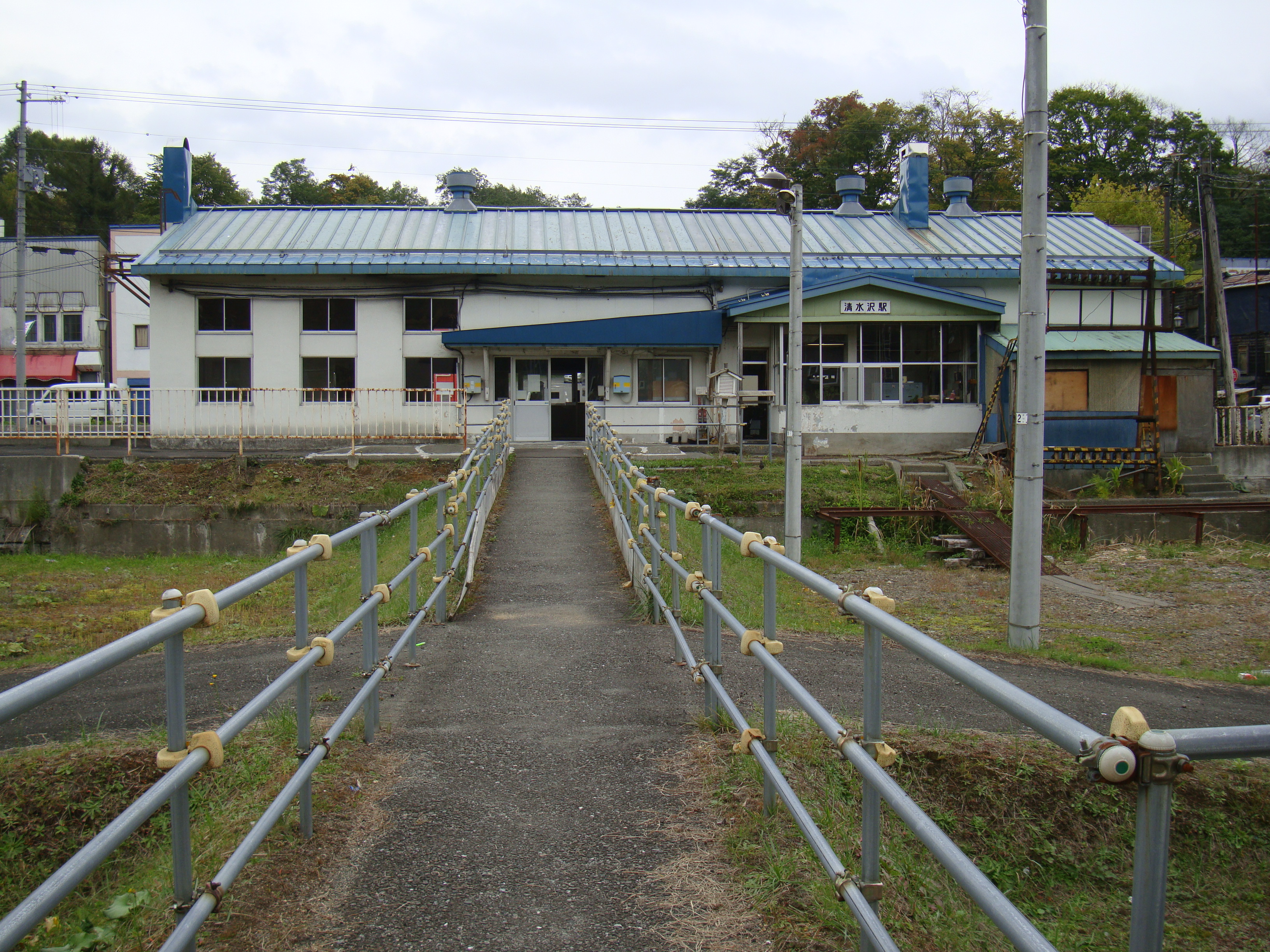
ホームから駅舎方向を見る（2012年10月）
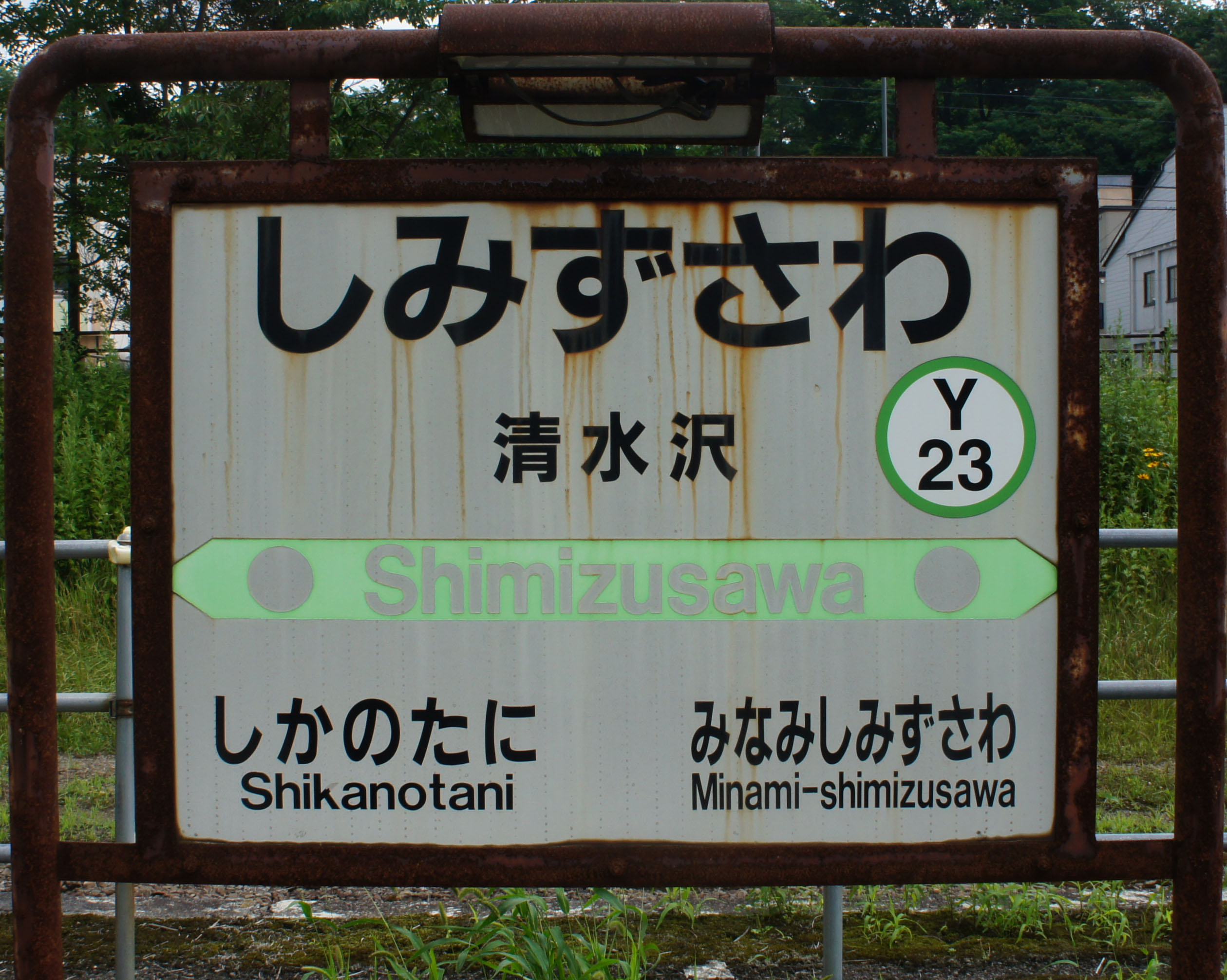
駅名標（2017年7月）
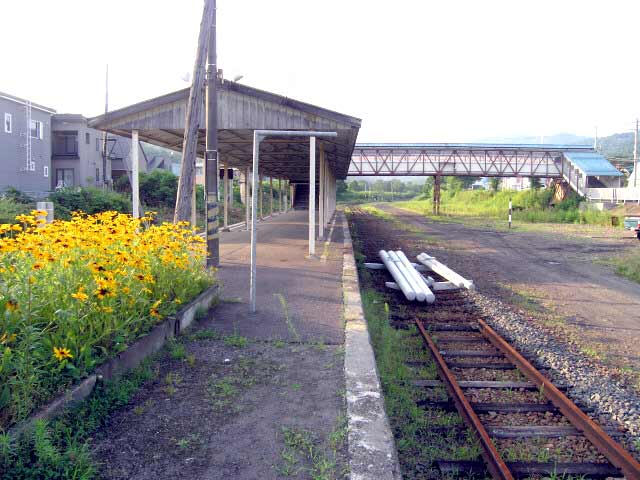
2004年3月の交換設備廃止により、レールが一部剥がされている（2004年7月）
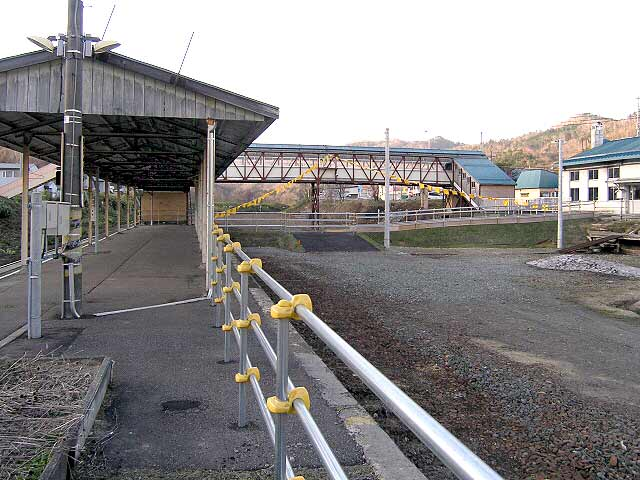
跨線橋が廃止され、地上通路が作られた（2005年5月）

## 利用状況
乗車人員の推移は下記のとおりであった。
| 年度               | 乗車人員      | 乗車人員       | 出典       |
| 年度               | 年間 （百人） | 1日平均 （人） | 出典       |
| ------------------ | ------------- | -------------- | ---------- |
| 1964年（昭和39年） |               | 2,600          | [ 新聞 2 ] |
| ：                 |               |                |            |
| 2000年（平成12年） | 175           | 50             | [ 10 ]     |
| 2001年（平成13年） | 164           | 50             | [ 10 ]     |
| 2002年（平成14年） | 117           | 30             | [ 10 ]     |
| 2003年（平成15年） | 128           | 40             | [ 10 ]     |
| 2004年（平成16年） | 88            | 20             | [ 10 ]     |
| 2005年（平成17年） | 80            | 20             | [ 10 ]     |
| 2006年（平成18年） | 77            | 20             | [ 11 ]     |
| 2007年（平成19年） | 73            | 20             | [ 11 ]     |
| ：                 |               |                |            |
| 2014年（平成26年） |               | 12             | [ 新聞 2 ] |

## 駅周辺
1940年代までは農業地帯であったが、その後炭鉱開発により発展した。かつては東部の大夕張地区との接点でもあり賑わった。
- 国道452号
- 夕張市役所南支所
- 栗山警察署清水沢交番
- 清水沢郵便局
- 北海道労働金庫夕張出張所
- 北海道信用金庫夕張中央支店
- 夕張市消防本部
- 夕張鉄道（夕鉄バス）「清水沢駅前」停留所 ※鉄道廃止直後（2019年4月1日）のダイヤ改正にて「清水沢3丁目」に改称[12]。

## 隣の駅
北海道旅客鉄道（JR北海道）
■石勝線（夕張支線）
南清水沢駅 (Y22) - 清水沢駅 (Y23) - 鹿ノ谷駅 (Y24)
三菱石炭鉱業
大夕張鉄道線
清水沢駅 (Y23) - （新清水沢駅） - 遠幌駅